# Ante Tomić (écrivain)
Pour les articles homonymes, voir Tomić.
Ante Tomić (né le 22 avril 1970 à Proložac, près d'Imotski, en Yougoslavie) est un écrivain, scénariste et journaliste croate.

## Biographie
Originaire du village de Proložac, près d'Imotski, Tomić obtient un diplôme en philosophie et sociologie de l'université de Zadar (en). Après ses études, il amorce une carrière de journaliste pour le quotidien local Slobodna Dalmacija (en), faisant preuve dans ses articles d'un talent littéraire qui se déploie dans son premier roman, Qu’est-ce qu’un homme sans moustache ? (Što je muškarac bez brkovade, 2000), qui est une satire. Trois ans plus tard, il fait paraître un roman Ništa nas ne smije iznenaditi, qui décrit la vie des recrues de l'armée populaire yougoslave. Les deux romans sont adaptés au cinéma.
En 2009 paraît Miracle à la Combe aux Aspics (Čudo u Poskokovoj Dragi), roman dont l'action se situe dans un hameau à l'abandon de l'arrière-pays, accroché à flanc de montagne, où la population, qui observe des habitudes sanitaires, alimentaires et sociologiques fort discutables, n'admet ni l'État ni les fondements de la civilisation. Dans ce récit aux allures de comédie féroce, Kresimir, l'aîné d'une famille de quatre fils, se met un jour en tête de se trouver une femme. Mais la recherche hasardeuse d'une épouse tient du miracle comparé, s'il est possible, à la lutte quotidienne des Aspic pour la difficile sauvegarde de leur autarcie.
Ante Tomić écrit régulièrement pour le journal Jutarnji list (en) et, en 2004, il voyage aux États-Unis pour assurer la couverture par son journal de la campagne présidentielle américaine en s'adressant à l'électorat américain de la rue.
En 2017, il est l'un des signataires de la Déclaration sur la langue commune des Croates, des Serbes, des Bosniaques et des Monténégrins. La même année, il remporte plusieurs prix, dont le prix du Meilleur scénario du Festival de Raindance et le prix Golden Arena du meilleur scénario, pour le film Ustav Republike Hrvatske de Rajko Grlić.

## Œuvres

### Romans
- Što je muškarac bez brkova (2000) Qu’est-ce qu’un homme sans moustache ?, traduit par Marko Despot, Paris, éditions Noir sur Blanc, coll. « La Bibliothèque de Dimitri », 2023  (ISBN 978-2-88250-833-1)
- Ništa nas ne smije iznenaditi (2003)
- Ljubav, struja voda i telefon (2005)
- Čudo u Poskokovoj Dragi (2009) Miracle à la Combe aux Aspics, traduit par Marko Despot, Paris, éditions Noir sur Blanc, coll. « La Bibliothèque de Dimitri », 2021  (ISBN 978-2-88250-677-1) ; réédition, Paris, Phébus, coll. « Libretto », 2022  (ISBN 978-2-36914-755-8)
- Punoglavci (2011)[4]
- Nada (2024) Les Enfants de sainte Marguerite, traduit par Marko Despot, Paris, éditions Noir sur Blanc, coll. « La Bibliothèque de Dimitri », 2024  (ISBN 978-2-88983-046-6)

### Recueils de nouvelles ou de chroniques
- Zaboravio sam gdje sam parkirao (1997)
- Smotra folklora (2001)
- Veliki šoping (2004)
- Klasa optimist (2004)
- Građanin pokorni (2006)
- Dečko koji obećava (2009)
- Nisam pametan (2010)
- Klevete i laži (2011)

### Recueil de pièces
- Krovna udruga i druga drama (Anđeli pakla) (2005), en collaboration avec Ivica Ivanišević

### Scénarios pour le cinéma
- 2001 : Posljednja volja de Zoran Sudar
- 2006 : Karaula, scénario de Tomić d'après son roman Ništa nas ne smije iznenaditi, de Rajko Grlić
- 2010 : Juste entre nous (Neka ostane medju nama) de Rajko Grlić
- 2016 : Ustav Republike Hrvatske de Rajko Grlić

## Adaptation cinématographie
- 2005 : Što je muškarac bez brkova? de Hrvoje Hribar